# FK Minija (1962)
FK Minija (Futbolo Klubas Minija) var en litauisk fotbollsklubb från staden Kretinga. 

## Historia
Klubben grundades 1962. Teamet upplöstes 2016 (efter säsong).

## Meriter (sedan 1962)
- Litauiska Cupen
Cupmästare (1) 1964
Silver (1): 1970

## Placering tidigare säsonger

### 1964–1970
| Säsong | Nivå | Liga    | Placering | Referens | Kommentar     |
| ------ | ---- | ------- | --------- | -------- | ------------- |
| 1964   | 1    | A klasė | 3         | [ 1 ]    | 🏆 Cupmästare |
| 1965   | 1    | A klasė | 10        | [ 2 ]    |               |
| 1966   | 1    | A klasė | 13        | [ 3 ]    |               |
| 1967   | 1    | A klasė | 5         | [ 4 ]    |               |
| 1968   | 1    | A klasė | 14        | [ 5 ]    |               |
| 1969   | 1    | A klasė | 10        | [ 6 ]    |               |
| 1970   | 1    | A klasė | 9         | [ 7 ]    | 🏆 Finalist   |

### 1990–1998
| Säsong    | Nivå | Liga                 | Placering | Referens |
| --------- | ---- | -------------------- | --------- | -------- |
| 1990      | 2    | I lyga (Vakarai)     | 1         | [ 8 ]    |
| 1991      | 2    | I lyga               | 7         | [ 9 ]    |
| 1991/1992 | 2    | I lyga               | 2         | [ 10 ]   |
| 1992/1993 | 1    | Lietuvos lyga        | 14        | [ 11 ]   |
| 1993/1994 | 2    | I lyga               | 5         | [ 12 ]   |
| 1994/1995 | 2    | II lyga              | 15        | [ 13 ]   |
| 1995/1996 | 2    | II lyga              | 13        | [ 14 ]   |
| 1996/1997 | 2    | II lyga              | 15        | [ 15 ]   |
| 1997/1998 | 3    | Antra lyga (Vakarai) | 3         | [ 16 ]   |

### 2013–2016
| Säsong | Nivå | Liga                 | Placering | Referens | Kommentar            |
| ------ | ---- | -------------------- | --------- | -------- | -------------------- |
| 2013   | 3    | Antra lyga (Vakarai) | 8         | [ 17 ]   |                      |
| 2014   | 3    | Antra lyga (Vakarai) | 4         | [ 18 ]   |                      |
| 2015   | 2    | Pirma lyga           | 16        | [ 19 ]   |                      |
| 2016   | 2    | Pirma lyga           | 16        | [ 20 ]   | Upplöst efter säsong |

## Färger
FK Minija spelar i röd och vit trikåer.
| MINIJA | MINIJA |

### Trikåer
| 1964 | 1984 | 1994 | 2016 |